# Roche Faurio
La Roche Faurio – szczyt w Alpach Delfinackich, części Alp Zachodnich. Leży w południowo-wschodniej Francji w regionie Owernia-Rodan-Alpy, w grupie górskiej Écrins. Leży na północ od Barre des Écrins. Szczyt można zdobyć ze schroniska Refuge des Écrins (3170 m n.p.m.).
Pierwszego wejścia dokonali T. Cox, F. Gardiner, R. i W.M. Pendlebury, C. Taylor, Hans i Peter Baumann, Peter Knubel oraz J.M. Lochmatter 21 czerwca 1873 r.